# Lamborghini Reventón
Lamborghini Reventón – supersamochód klasy wyższej produkowany pod włoską markę Lamborghini w latach 2008–2009.

## Historia i opis modelu

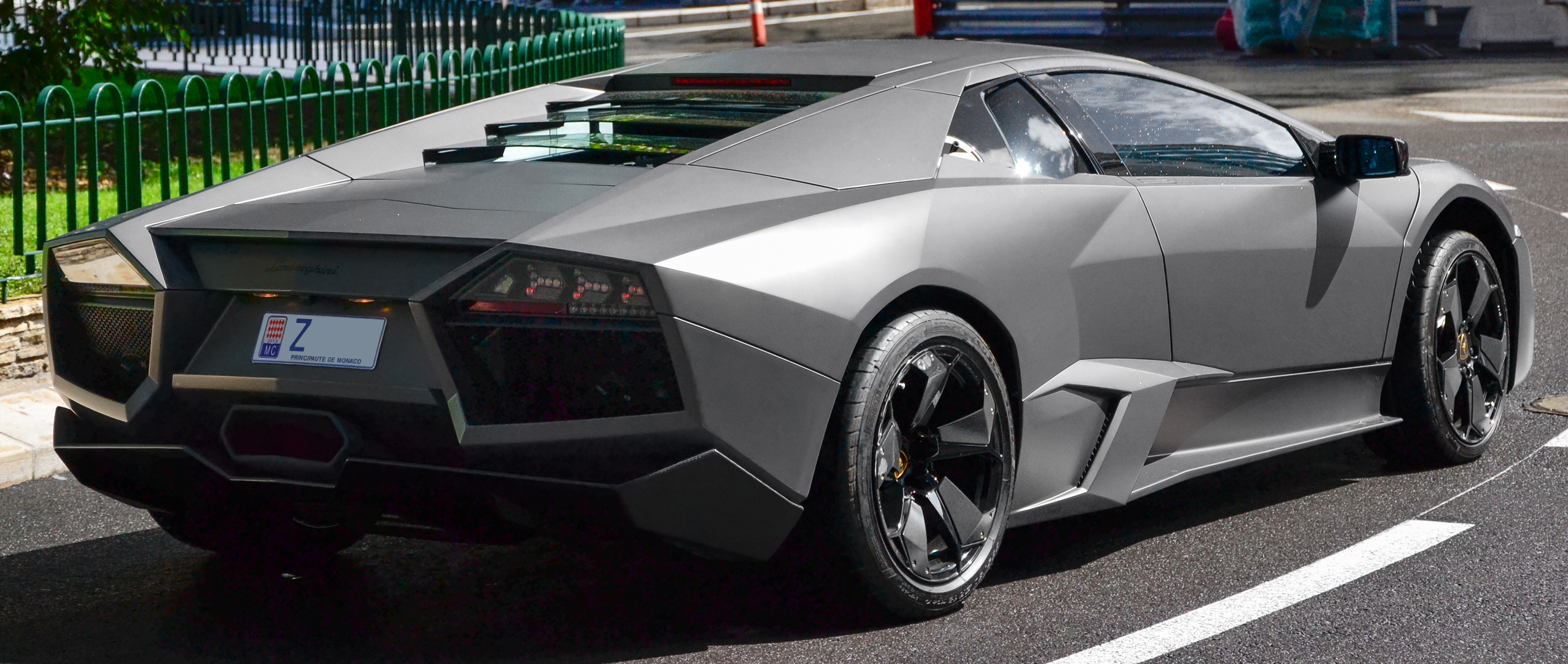
Lamborghini Reventón - tył

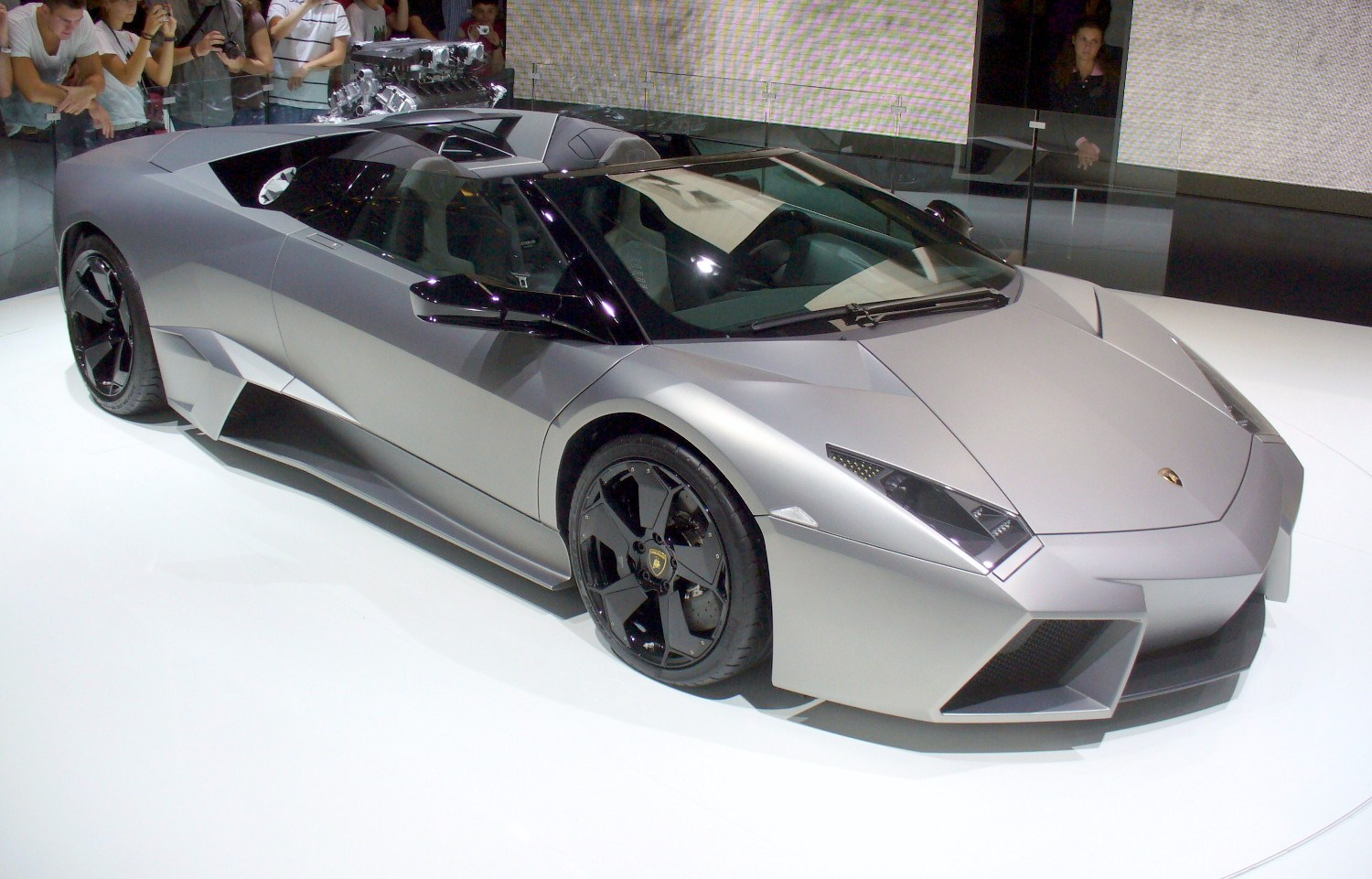
Lamborghini Reventón Roadster

Reventón powstał na bazie modelu Murciélago LP 640. Jego premiera miała miejsce na Międzynarodowych Targach Motoryzacyjnych we Frankfurcie. Cena jednego egzemplarza wynosi milion euro.  Powstało 20 egzemplarzy przeznaczonych dla prywatnych klientów, pierwszy egzemplarz z tej serii (0/20) trafił do Lamborghini Museum. Reventon jest w 100% dziełem studia stylizacyjnego Lamborghini. Samochód, zbudowany z laminatów wzmacnianych włóknem węglowym, przyspiesza od 0 do 100 km/h w tym samym czasie co Murciélago LP640 (3,4 s).
Wnętrze samochodu wykonano przy użyciu alcantary, włókna węglowego, stopów lekkich i skóry. Deska rozdzielcza  obejmuje trzy ciekłokrystaliczne monitory TFT z dwoma różnymi trybami wyświetlania. Instrumenty są zamieszczone w strukturze ze stałego bloku aluminium, pokrytej dodatkowo przez oprawę z włókna węglowego. G - force - Meter to urządzenie pokazujące wartość sił podczas jazdy, przyspieszenia i hamowania, jak również podczas pokonywania zakrętów. Podobne rozwiązania znajdują się w samolotach i Formule 1. Przez naciśnięcie guzika, kierowca może przełączyć obraz do drugiego, analogicznego widoku, gdzie wyświetlane są zwykłe analogowe instrumenty; obrotomierz i prędkościomierz.
Stylistyka auta nawiązuje bezpośrednio do najszybszych myśliwców na świecie (m.in. Lockheed F-22 Raptor). Dominują ostre i kanciaste linie. Z tyłu pokrywa silnika została wykonana z laminowanego szkła. Z przodu siedem świateł wykonanych w technologii LED (mają zapewniać światło maksymalnie zbliżone do dziennego) oskrzydla biksenonowe reflektory. Z tyłu wszystkie światła są wykonane w technologii LED i umiejscowione tak, że dają efekt potrójnej strzały. Z uwagi na wysoką temperaturę panującą w otoczeniu silnika diody te zostały wykonane ze specjalnych materiałów odpornych na jej działanie.
Design najnowszego Lamborghini został doceniony przez jury konkursu "L'Automobile piu Bella del Mondo" czyli "Najpiękniejszy Samochód Świata". Auto zajęło pierwsze miejsce w kategorii aut specjalnych.
Zgodnie z tradycją Lamborghini, Reventon również otrzymał nazwę po byku. Imiennik samochodu, posiadany przez rodzinę Rodriguez, był znany z zabicia sławnego torreadora Felixa Guzmana w 1943. Reventón oznacza "eksplozję" albo "wybuch" w języku hiszpańskim, kiedy użyty jest jako rzeczownik. 
Wszystkie egzemplarze zostały już sprzedane. Dostawa do klientów rozpoczęła się w 2008.

### Reventón Roadster
Wersja bez dachu została zaprezentowana podczas Targów samochodowych we Frankfurcie w 2009 roku. Producent zaplanował zmontowanie 15 sztuk auta w cenie 1,1 mln funtów (bez podatków) każda.
Pod względem stylistycznym samochód nie różni się zbytnio od wersji z dachem. Największe zmiany zaszły w technice. Samochód napędza 6,5 litrowa jednostka V12 o mocy 670 KM i maksymalnym momencie obrotowym 660 Nm zapożyczona z modelu Murcielago LP 670-4 SV. Przeniesieniem napędu na wszystkie koła zajmuje się 6-stopniowa sekwencyjna skrzynia e-gear. Pojazd przyspiesza od 0 do 100 km/h w czasie 3,3 s a jego prędkość maksymalna wynosi 330 km/h.

### Dane Techniczne
| Marka i model                        | Lamborghini Reventón |
| ------------------------------------ | --- |
| Lata produkcji:                      | 2007 |
| Liczba egzemplarzy:                  | 20 |
| Typ silnika:                         | ( Lamborghini - DOHC 48-zaworowy) 4 katalizatory, układ wydechowy wykonany w całości z aluminium.                                         |
| Silnik:                              | (V12, 60° wolnossący, 4 zawory na cylinder)                                                                                               |
| Pojemność skok cm ³:                 | 6 496 cm ³ (6.5 litra) |
| Średnica cylindra x skok tłoka (mm): | 86 x 87,0 mm |
| Moc kW (KM):                         | 480 kW (652 KM) @ 8000 1/min |
| Moc z 1 litra cm ³ (KM):             | 100, 1 KM |
| Max. moment obrotowy:                | 660 Nm @ 6000 1/min |
| Stopień sprężania:                   | 10,5 : 1 |
| Przełożenia / skrzynia biegów:       | 6-biegowa pół automatyczna, napęd na obie osie 1 - 3.23:1, 2 - 2.19:1, 3 - 1.71:1, 4 - 1.39:1, 5 - 1.16:1, 6 - 0.93:1, wsteczny - 2.37:1. |
| Układ hamulcowy:                     | Karbonowe tarcze, firmy Brembo Średnica tarcz - (Przód: Ø 380 mm / Tył: Ø 360 mm)                                                         |
| Karoseria / Nadwozie:                | Karoseria wykonana z kevlaru z niektórymi częściami z aluminium i z tytanu                                                                |
| Rozstaw osi:                         | 2700 mm |
| Koła:                                | Felgi - z magnezu firmy OZ Opony - (Pirelli - przód: P-Zero Rosso 245 x 35 ZR18 tył: P-Zero Rosso 335 x 30 ZR18)                          |
| Miary D x S x W (mm):                | 4700 x 2058 x 1135 mm |
| Zbiornik paliwa:                     | 100 l |
| Masa własna:                         | 1665 kg |
| Prędkość maksymalna (km/h):          | 340 km/h |
| Przyśpieszenie 0 – 100 km/h:         | 3,4 s |
| Przyśpieszenie 0 – 160 km/h:         | 6,5 s |